# Coscinia bifasciata
Crible de Corse
Espèce
Synonymes
- Lerautia bifasciata
- Lithosia bifasciata

Coscinia bifasciata, le Crible de Corse, est une espèce paléarctique de lépidoptères (papillons) de la famille des Erebidae et de la sous-famille des Arctiinae.

## Distribution
Ce papillon vit en Corse et en Sardaigne.